# スティーブ・ストーン (野球)
スティーブ・ストーン（Steven Michael Stone , 1947年7月14日 - ）はアメリカ・メジャーリーグで活躍した投手。右投右打。アメリカ合衆国オハイオ州出身。ニックネームは「Stoney」。ユダヤ系アメリカ人としては史上3位の107勝をあげた。現在はスポーツキャスターを務める。

## 経歴
ケント州立大学では、サーマン・マンソン（のちヤンキース）とバッテリーを組む。1968年6月のドラフト会議でクリーブランド・インディアンスから16巡目に指名されたが、入団せず。1969年2月のドラフトでサンフランシスコ・ジャイアンツから4巡目に指名され、入団。2シーズンをマイナーで過ごした後、1971年4月8日にメジャー初登板。腕を痛めていたこともあり、2年間で11勝に終わり、1972年オフに交換トレードでシカゴ・ホワイトソックスに移籍。1973年も6勝11敗に終わるが、176回1/3を投げて138奪三振。9イニング平均7.04個はア・リーグ第4位であった。この年限りで強打の三塁手、ロン・サントとの交換で、3選手と共に同じシカゴのカブスに移籍。1975年には初の2ケタ勝利（12勝）、200イニング（214回1/3）を記録するが、1976年には3勝に終わり、フリーエージェント（FA）となり、ホワイトソックスに年俸6万ドルで移籍。
1977年には15勝、1978年には12勝といずれもチーム最多勝をあげた。この年再びFAとなり、ボルチモア・オリオールズと、当時としては高給取りの部類に入る4年76万ドルで契約。1979年は11勝7敗だが、9イニング平均被安打8.37はリーグで最少で、チームのワールドシリーズ進出に貢献。この頃からメンタル面・身体面でのトレーニングを行う。ユダヤ系最高の投手サンディー・コーファックスの伝記を5回熟読し、背番号をそれまでの21から、コーファックスと同じ「32」に変更する。
1980年には突如大化けし、なんと25勝7敗、防御率3.23の好成績でサイ・ヤング賞を獲得。25勝、先発37、投球回数250回2/3はいずれもリーグ1位であった。オールスターでも3回を完璧に抑えた。この年は投球の50%以上がカーブであった。「1年だけでも25勝7敗の成績を挙げれば、15勝15敗を5年続けるよりはずっと良い」とカーブを多投したのだが、それは腕に負担をかけた。翌1981年には腱炎に苦しみ、4勝7敗に終わって、この年限りで現役引退した。最高のシーズンからは1年しか経っておらず、まだ34歳であった。
引退後、1983年から1997年までWGNテレビジョンの解説者（カブス担当）を務め、アメリカ野球殿堂入りの名物アナウンサー、ハリー・ケリーと共にリグレー・フィールドで活躍。1998年2月18日にハリーが84歳で亡くなると、ハリーの孫・チップ・ケリーとコンビを組んで、2000年までさらに活躍。体調を崩して一時その職をジョー・カーターに譲ったが、2003年に復帰。2004年まで務めてスポーツキャスターに転じ、現在に至る。

## 投球スタイル
ジャイアンツ時代は時速95マイル（約152km）を投げる速球投手であったが、腕を痛めてコントロール重視の投手に転ずる。

## 詳細情報

### 年度別投手成績
| 年 度     | 球 団     | 登 板 | 先 発 | 完 投 | 完 封 | 無 四 球 | 勝 利 | 敗 戦 | セ 丨 ブ | ホ 丨 ル ド | 勝 率 | 打 者 | 投 球 回 | 被 安 打 | 被 本 塁 打 | 与 四 球 | 敬 遠 | 与 死 球 | 奪 三 振 | 暴 投 | ボ 丨 ク | 失 点 | 自 責 点 | 防 御 率 | W H I P |
| --------- | --------- | ----- | ----- | ----- | ----- | -------- | ----- | ----- | -------- | ----------- | ----- | ----- | -------- | -------- | ----------- | -------- | ----- | -------- | -------- | ----- | -------- | ----- | -------- | -------- | ------- |
| 1971      | SF        | 24    | 19    | 2     | 2     | 0        | 5     | 9     | 0        | --          | .357  | 485   | 110.2    | 110      | 9           | 55       | 4     | 3        | 63       | 2     | 1        | 56    | 51       | 4.15     | 1.49    |
| 1972      | SF        | 27    | 16    | 4     | 1     | 0        | 6     | 8     | 0        | --          | .429  | 506   | 123.2    | 97       | 11          | 49       | 2     | 2        | 85       | 2     | 1        | 48    | 41       | 2.98     | 1.18    |
| 1973      | CWS       | 36    | 22    | 3     | 0     | 1        | 6     | 11    | 1        | --          | .353  | 759   | 176.1    | 163      | 11          | 82       | 0     | 7        | 138      | 2     | 0        | 87    | 83       | 4.24     | 1.39    |
| 1974      | CHC       | 38    | 23    | 1     | 0     | 0        | 8     | 6     | 0        | --          | .571  | 753   | 169.2    | 185      | 19          | 64       | 4     | 4        | 90       | 1     | 0        | 92    | 78       | 4.14     | 1.47    |
| 1975      | CHC       | 33    | 32    | 6     | 1     | 0        | 12    | 8     | 0        | --          | .600  | 911   | 214.1    | 198      | 24          | 80       | 3     | 5        | 139      | 2     | 2        | 103   | 94       | 3.95     | 1.30    |
| 1976      | CHC       | 17    | 15    | 1     | 1     | 0        | 3     | 6     | 0        | --          | .333  | 312   | 75.0     | 70       | 6           | 21       | 1     | 3        | 33       | 0     | 0        | 36    | 34       | 4.08     | 1.21    |
| 1977      | CWS       | 31    | 31    | 8     | 0     | 0        | 15    | 12    | 0        | --          | .556  | 917   | 207.1    | 228      | 25          | 80       | 3     | 5        | 124      | 10    | 1        | 115   | 104      | 4.51     | 1.49    |
| 1978      | CWS       | 30    | 30    | 6     | 1     | 0        | 12    | 12    | 0        | --          | .500  | 898   | 212.0    | 196      | 19          | 84       | 1     | 3        | 118      | 2     | 0        | 110   | 103      | 4.37     | 1.32    |
| 1979      | BAL       | 32    | 32    | 3     | 0     | 1        | 11    | 7     | 0        | --          | .611  | 781   | 186.0    | 173      | 31          | 73       | 1     | 1        | 96       | 3     | 0        | 91    | 78       | 3.77     | 1.32    |
| 1980      | BAL       | 37    | 37    | 9     | 1     | 0        | 25    | 7     | 0        | --          | .781  | 1048  | 250.2    | 224      | 22          | 101      | 3     | 6        | 149      | 7     | 0        | 103   | 90       | 3.23     | 1.30    |
| 1981      | BAL       | 15    | 12    | 0     | 0     | 0        | 4     | 7     | 0        | --          | .364  | 270   | 62.2     | 63       | 7           | 27       | 0     | 1        | 30       | 0     | 0        | 39    | 32       | 4.60     | 1.44    |
| MLB：11年 | MLB：11年 | 320   | 269   | 43    | 7     | 2        | 107   | 93    | 1        | --          | .535  | 7640  | 1788.1   | 1707     | 184         | 716      | 22    | 40       | 1065     | 31    | 5        | 880   | 788      | 3.97     | 1.35    |

- 各年度の太字はリーグ最高
- 「-」は記録なし

### タイトル
- 最多勝利　1回（1980年）

### 表彰
- サイ・ヤング賞1回（1980年）

### 記録
- オールスター出場1回（1980年）

### 背番号
- 33（1971年 - 同年途中）
- 35（1971年途中 - 同年終了）
- 29（1972年）
- 32（1973年、1977年 - 1978年、1979年途中 - 1981年）
- 30（1974年 - 1976年）
- 21（1979年 - 同年途中）